# Wildcard (Tennis)
Wildcards dienen bei Sportveranstaltungen dazu, Sportlern oder Mannschaften, die den Qualifizierungsregeln nicht genügen, dennoch die Teilnahme zu ermöglichen. Im Profitennis verfügt jedes Turnier – egal auf welchem Level – über eine bestimmte Anzahl von Wildcards. Sie werden an Spieler und Spielerinnen vergeben, die es aufgrund ihrer Weltranglistenposition nicht direkt ins Hauptfeld schaffen. Es wird ihnen also die Qualifikation erspart. Kleinere WTA- und ATP-Turniere der 250er und 500er-Kategorie können in der Regel vier Wildcards vergeben. Bei den 96er-Feldern der kombinierten Masters-Turniere sind es acht in den WTA-Einzelkonkurrenzen sowie bei den Grand-Slam-Events in jedem Einzelwettbewerb.

## Ziele
Wildcards fördern den Nachwuchs, indem sie vielversprechenden Talenten die Teilnahme ermöglichen. Ferner dienen sie der Attraktivitätssteigerung des Teilnehmerfelds, indem bekannte Profis eingeladen werden.

## Vergabe
Die International Tennis Federation (ITF) hat zur Vergabe von Wildcards keine Regeln festgelegt. Häufig bestimmen die Ausrichter der Turniere darüber, wer die Wildcards bekommt. Jedoch sind auch Vermarktungsagenturen, Verbände oder die Lizenzinhaber der Turniere bei der Vergabe involviert. Teilweise erhalten  nationale oder regionale Tennisspieler Wildcards. Im Bereich des Deutschen Tennis Bunds (DTB) sind Turniere der ATP Challenger Tour an eine Förderung gekoppelt. Gibt der Veranstalter zwei Wildcards an den DTB, der über die Teilnehmer entscheidet, dann fließt auch die Förderung für das Turnier in Höhe von 20.000 Euro an den Veranstalter. Auf der Ebene der International Tennis Federation (ITF) beträgt die Förderung bis zu 4.000 Euro, wenn der DTB zwei Wildcards für seine Kaderspieler vergeben kann. Daneben gibt es Kooperationsverträge mit dem jeweiligen Landesverband, der die kleineren Turniere  ebenfalls unterstützt, wenn er im Gegenzug eine Wildcard zur Vergabe bekommt. Bei großen Turnieren, denen eine Qualifikation vorgeschaltet ist, können Wildcards auch an Spieler und Spielerinnen für das Qualifikationsturnier vergeben werden.

## Exemption Wildcards
Auf der WTA Tour gibt es die „Exemption Wildcards“,  die sich an aktuelle Top 30-Spielerinnen oder an ehemalige Nummer 1-Spielerinnen, Grand Slam Turnier-Gewinnerinnen, WTA-Finals-Champions oder WTA-1000er-Siegerinnen richten.
Auf der ATP Tour werden als Pendant „A+Wildcards“ vergeben. Am Ende einer Saison wird eine nicht-öffentliche Liste mit Spielern angelegt, die „A+Wildcards“ beantragen können. Die Listen unterscheiden sich je nach Region, aber in der Regel umfassen sie die aktuell acht besten Spieler der Weltrangliste.

## Reciprocal Wildcard
Die Grand Slam Turniere US Open, Australian Open und French Open haben 2001 vereinbart, dass sie jeweils eine Wildcard an einen Tennisspieler oder eine Tennisspielerin an die beiden anderen Grand-Slam-austragenden Länder weiterreichen, die über die Teilnehmer entscheiden dürfen, was „Reciprocal Wildcard“ (siehe Reziprozität) genannt wird. Ansonsten vergeben sie die Wildcards in der Regel an aufstrebende Spieler und Spielerinnen aus dem eigenen Land. Die Australian Open machen eine weitere Ausnahme. Dort erhält der Sieger und die Siegerin der Asia-Pacific Wildcard Play-offs eine Wildcard. Nur die Wimbledon Championships, als viertes Grand-Slam-Turnier, hat sich diesem Abkommen nicht angeschlossen. Bis 2015 vergab Wimbledon normalerweise keine Wildcards an einheimische Spieler, es sei denn, sie erfüllten strenge Kriterien, darunter eine Platzierung unter den Top 250 der ATP-/WTA-Ranglisten. Dies wurde geändert, um der Tatsache Rechnung zu tragen, dass eine kommende Generation britischer Spieler in Zukunft eine Chance verdient.

## Länder-Wildcard
Im Davis Cup erhält das Gastgeberland einen Platz in den Final 8, solange es unter den besten 50 Nationen rangiert oder einer seiner Spieler eine Einzelplatzierung unter den Top 10 der Tennisweltrangliste hat. Wenn diese Kriterien nicht erfüllt werden, wird der letzte Platz in den Final 8 durch die International Tennis Federation (ITF) als Wildcard an ein anderes Land vergeben.

## Korruption
Auf den unteren Stufen der Tour kommt es zu Korruptionsfällen, bei denen Wildcards ge- und verkauft werden. Wenn sie auffliegen, dann droht den Protagonisten eine Sperre durch die ITF. So wurde der Tennisspieler Aaron Cortes Alcaraz wegen Spielmanipulation und anderen Vergehen von der International Tennis Integrity Agency (ITIA) für 15 Jahre von allen Tenniswettbewerben gesperrt. Ebenso erhielt  Robert Biletic eine sechsmonatige Sperre und eine Geldstrafe.

## Spieler mit den meisten Wildcard-Zulassungen
Es zählen nur Hauptfeld-Starts bei ATP-/WTA- und Grand-Slam-Turnieren (Stand: 20. August 2024).
| Herren           | Anzahl |
| ---------------- | ------ |
| Andy Murray      | 55     |
| Tommy Haas       | 53     |
| Goran Ivanišević | 52     |
| James Blake      | 49     |
| Lleyton Hewitt   | 45     |

| Damen                 | Anzahl |
| --------------------- | ------ |
| Samantha Stosur       | 41     |
| Venus Williams        | 40     |
| Bethanie Mattek-Sands | 37     |
| Eugenie Bouchard      | 35     |
| Alicia Molik          | 33     |